# Maria Brünnlein
Die Wallfahrtsbasilika Maria Brünnlein befindet sich in Wemding im Bistum Eichstätt. Sie erhielt 1998 durch Papst Johannes Paul II. den Titel Basilica minor.

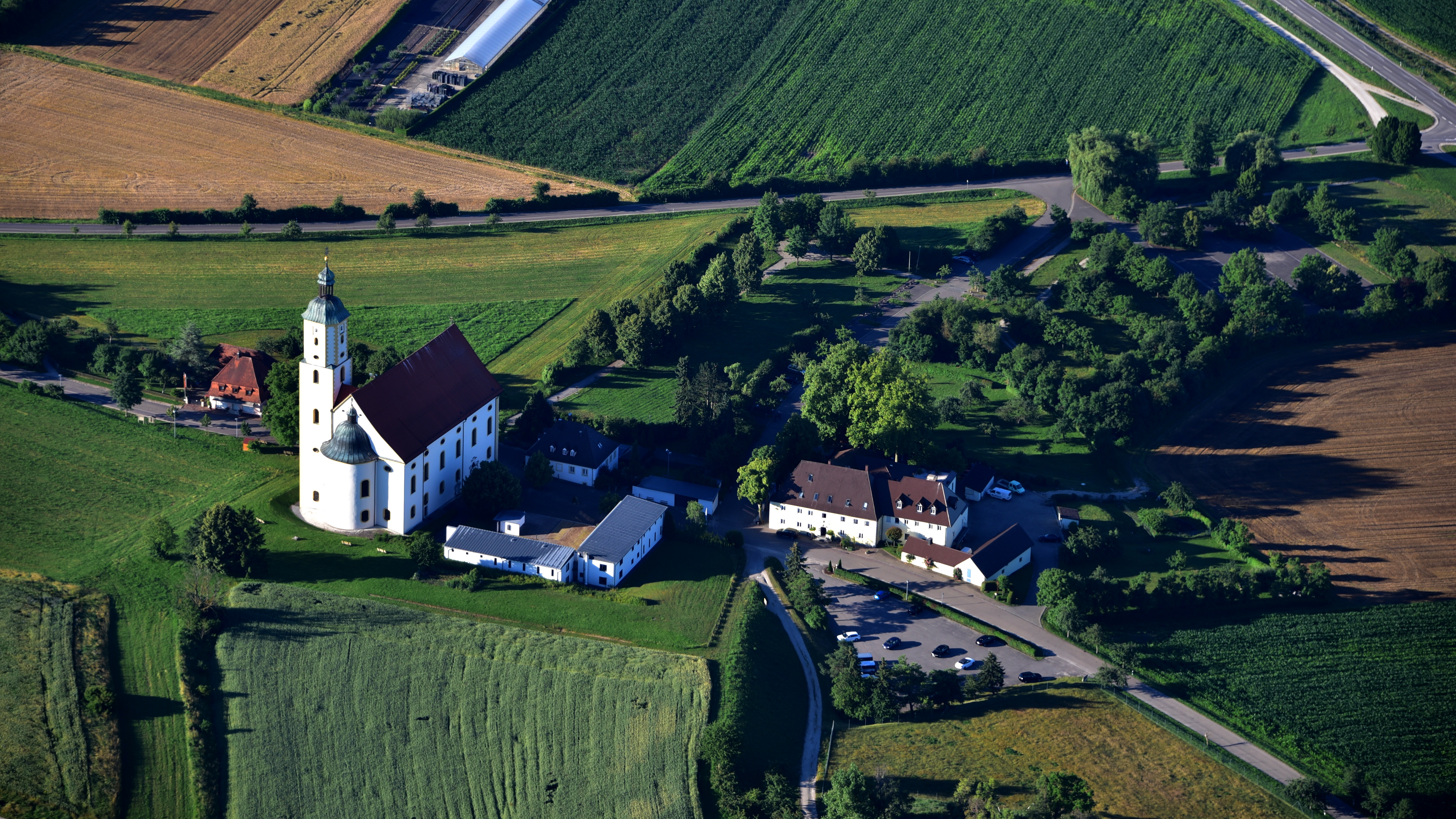
Maria Brünnlein, Luftaufnahme (2016)

## Geschichte

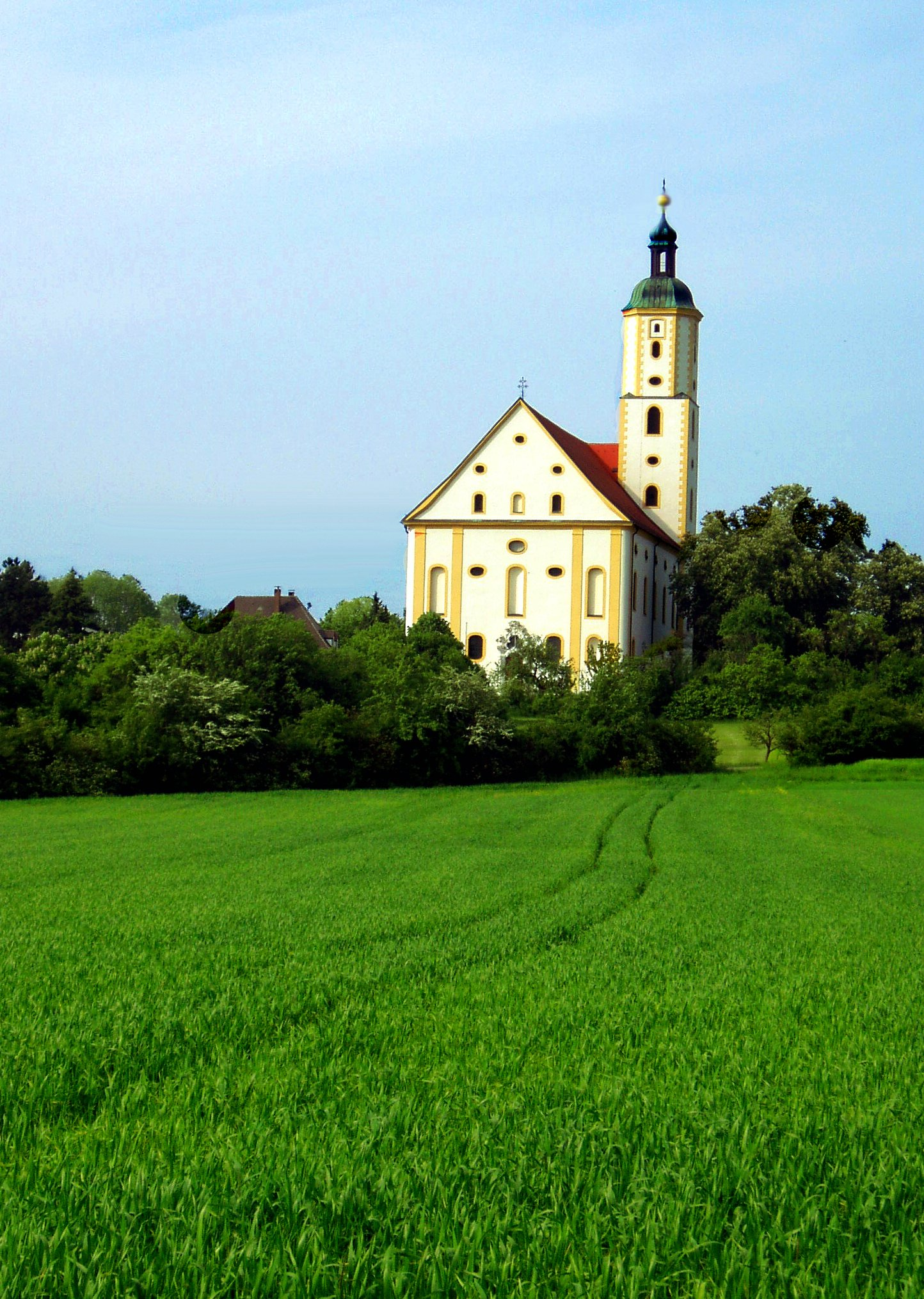
Wallfahrtskirche Maria Brünnlein

Um 1680 brachte der Wemdinger Schuhmacher Franz Forell das Gnadenbild Unserer Lieben Frau, das auf dem Gnadenaltar steht, von Rom nach Wemding. Nach dem Bau einer älteren Kapelle über dem Schillerbrünnl im Jahre 1692 entstand wegen des anwachsenden Pilgerstroms in den Jahren 1748 bis 1782 nach den Plänen des Baudirektors des Deutschherrenordens Franz Joseph Roth die heutige Rokokokirche.
Nach einer dreijährigen Restaurierung erstrahlt die Basilika seit 1. Oktober 2003 in neuem Glanz. Die 4,5 Millionen Euro teuren Arbeiten waren laut einer Pressemitteilung des Bistums Eichstätt „dringend notwendig“: „Statische Mängel und Schäden im Dachstuhl hatten zu Rissen in den Gewölben geführt. Stuckornamente waren abgefallen, wertvolle Fresken hatten sich gelöst. Deckengemälde waren vom Pilz befallen, Seitenaltäre litten unter Schimmel.“
Bei der Wallfahrt Maria Brünnlein zum Trost wird seit dem 17. Jahrhundert vor allem eine aus Holz geschnitzte Marienfigur verehrt. Viele Pilger verbinden den Besuch der Wallfahrtskirche mit einem Trunk aus dem Gnadenbrünnlein. Sechs 1983 gefertigte Andachtssteine von Ernst Steinacker weisen den Weg zur Kirche. 2009 wurden am Fußweg vom Parkplatz zum Hauptportal der Basilika 15 Stelen eines neuen Kreuzwegs aufgestellt; der Jesuitenbruder und Glasmaler Michael Kampik (* 1948; † 6. Februar 2016) hat sie geschaffen.

## Pilgerheim

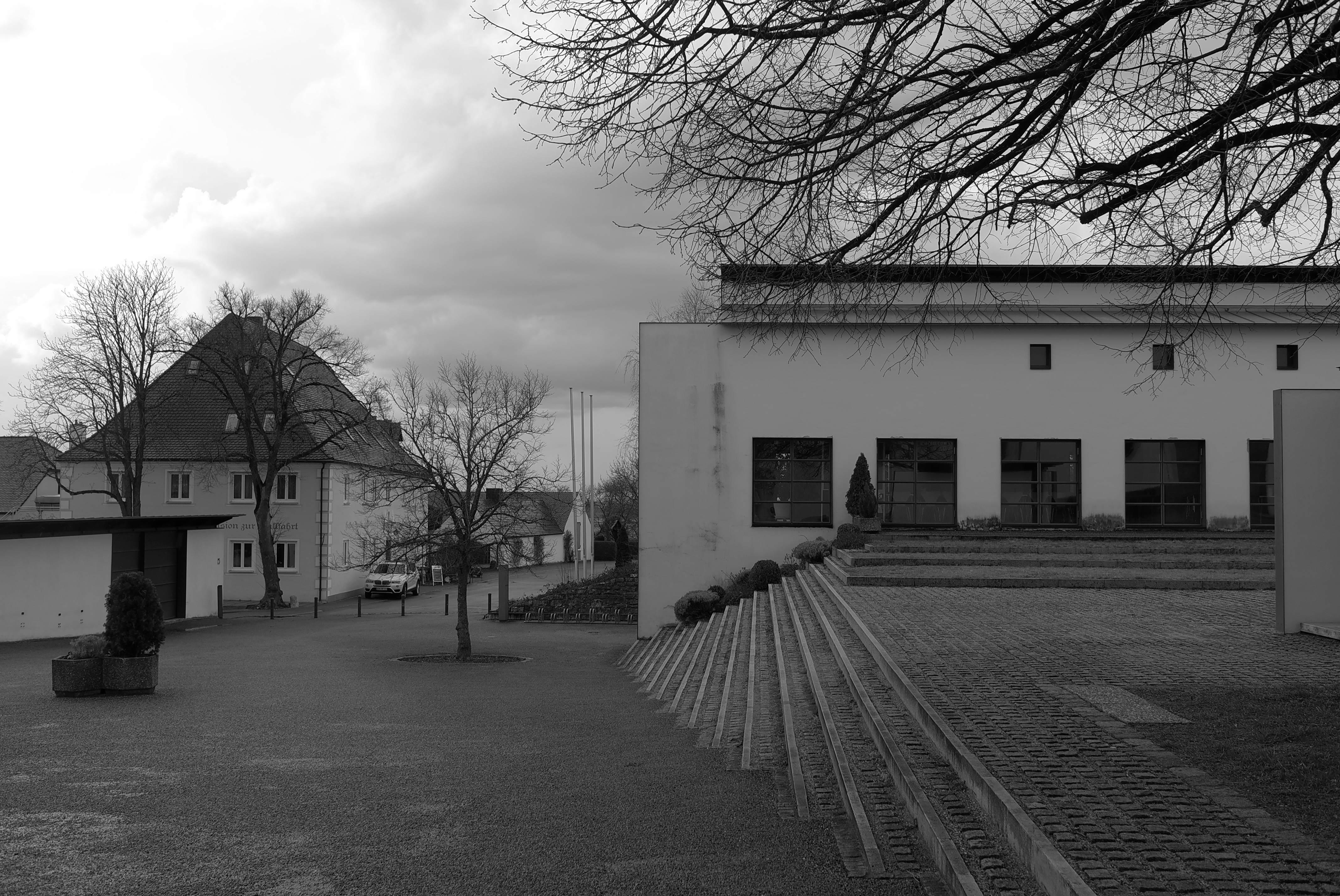
Pilgerheim

1996 entstand nach Plänen des Weimarer Architekten Karl-Heinz Schmitz und Mitarbeiter Albert Dischinger das Pilgerheim. Durch die beiden länglichen Bauteile entsteht ein Hof zwischen der Basilika und dem Pilgerheim. Der Architekturfotograf Peter Bonfig dokumentierte fotografisch den Neubau.

## Ausstattung

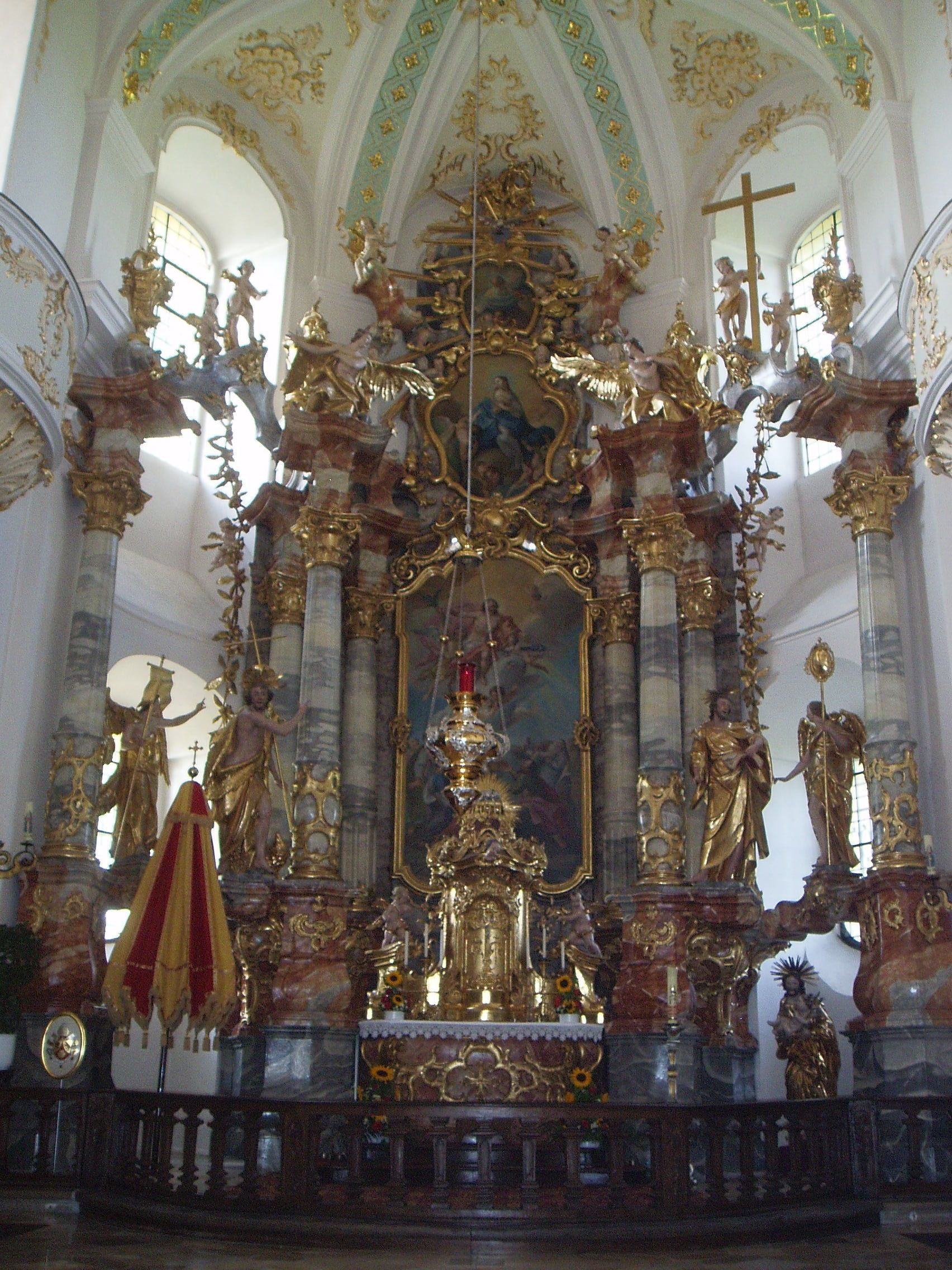
Chorraum mit Basilikainsignien

- Der Gnadenaltar im Rokokostil ist mit dem Gnadenbild versehen und wird auch Brunnen- oder Quellenaltar genannt. Er wurde 1756 vom Bildhauer Johann Joseph Meyer aus Tirol erbaut. Den Unterbau mit Brunnenschale und Voluten ergänzte 1953 Ernst Steinacker.
- Die Rokokokanzel mit den drei göttlichen Tugenden Glaube, Hoffnung, Liebe stammt von F. Anton Anwander aus Landsberg am Lech.
- Votivtafeln gibt es zum Dank für die Gebetserhörungen.
- Ein Schrein des römischen Märtyrers Theodor Stratelates († 319) befindet sich auf dem Barbaraaltar.
- An den Seiteneingängen stehen Figuren der Heiligen Anna und Joachim.
- Orgel von Steinmeyer (1923) in einem Gehäuse von Anton Bayr (1758).

### Marianisches Programm
Die Wallfahrtskirche ist mit einem Deckengemälde von Johann Baptist Zimmermann und dessen Sohn Michael verziert, das die Gottesmutter als lebenspendenden Brunnen zeigt. Um das Hauptfresko sind zwölf Brunnenmedaillons gruppiert, die sich symbolisch auf Maria beziehen. Weitere Mariensymbole finden wir an den Seiten und im Eingangsbereich der Kirche.
Symbole an den Seiten:
| - Aurora consurgens (Aufleuchtende Morgenröte) - Electa ut sol (Auserlesen wie die Sonne) - Domus aurea (Goldenes Haus) - Mulier amicta sole (Frau mit der Sonne umkleidet) - Signum foederis (Zeichen des Bundes) - Rosa mystica (Geheimnisvolle Rose) - Scala Iacob (Jakobsleiter) - Turris Davidica (Turm Davids) | - Stella matutina (Morgenstern) - Pulchra ut luna (Schön wie der Mond) - Templum Salomonis (Tempel Salomos) - Mulier draconis victrix (Frau als Siegerin über den Drachen) - Columba ramum ferens (Taube mit Ölzweig) - Lilium inter spinas (Lilie unter Dornen) - Ianua coeli (Pforte des Himmels) - Arca testamenti (Arche des Bundes) |

Symbole im Eingangsbereich:
| - Turris eburnea (Elfenbeinener Turm) | - Fons gratiarum (Brunnen der Gnaden) | - Arca domini (Bundeslade des Herrn) |

## Jakobsweg
Maria Brünnlein ist Station des Bayerisch-Schwäbischen Jakobswegs, der von Oettingen in Bayern über Donauwörth, Augsburg und Bad Grönenbach an den Bodensee führt.